# Acontius lamottei
Acontius lamottei là một loài nhện trong họ Cyrtaucheniidae. Loài này phân bố ờ Ivoorkust.